# Černožice (železniční zastávka)
Černožice jsou jednokolejná mezilehlá zastávka nacházející se v rovném úseku trati vedoucí z Pardubic do Liberce. V roce 2013 zde proběhla modernizace nástupiště, kolejového svršku i odvodnění.[zdroj?]

## Galerie

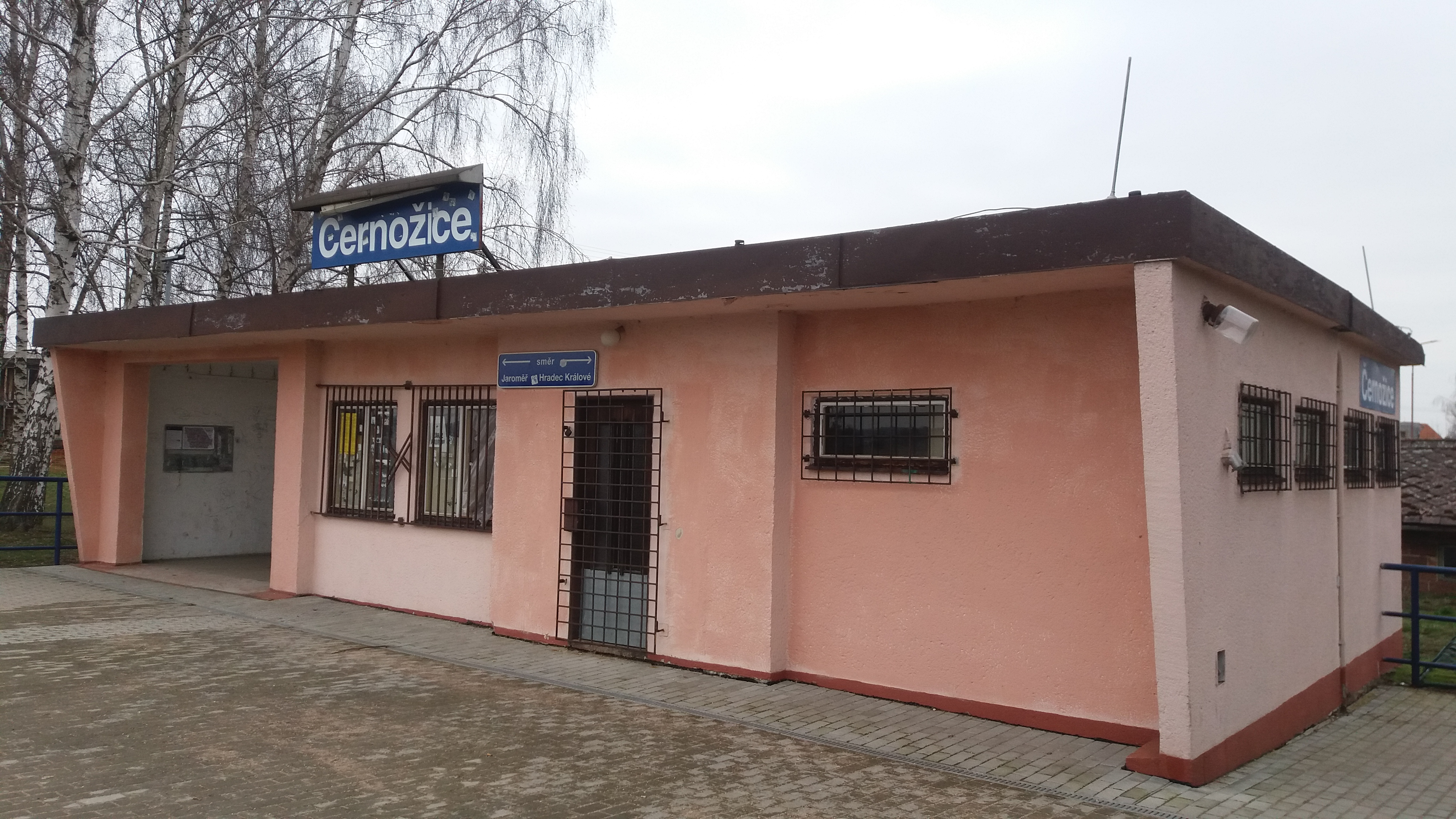
Černožice - přístřešek
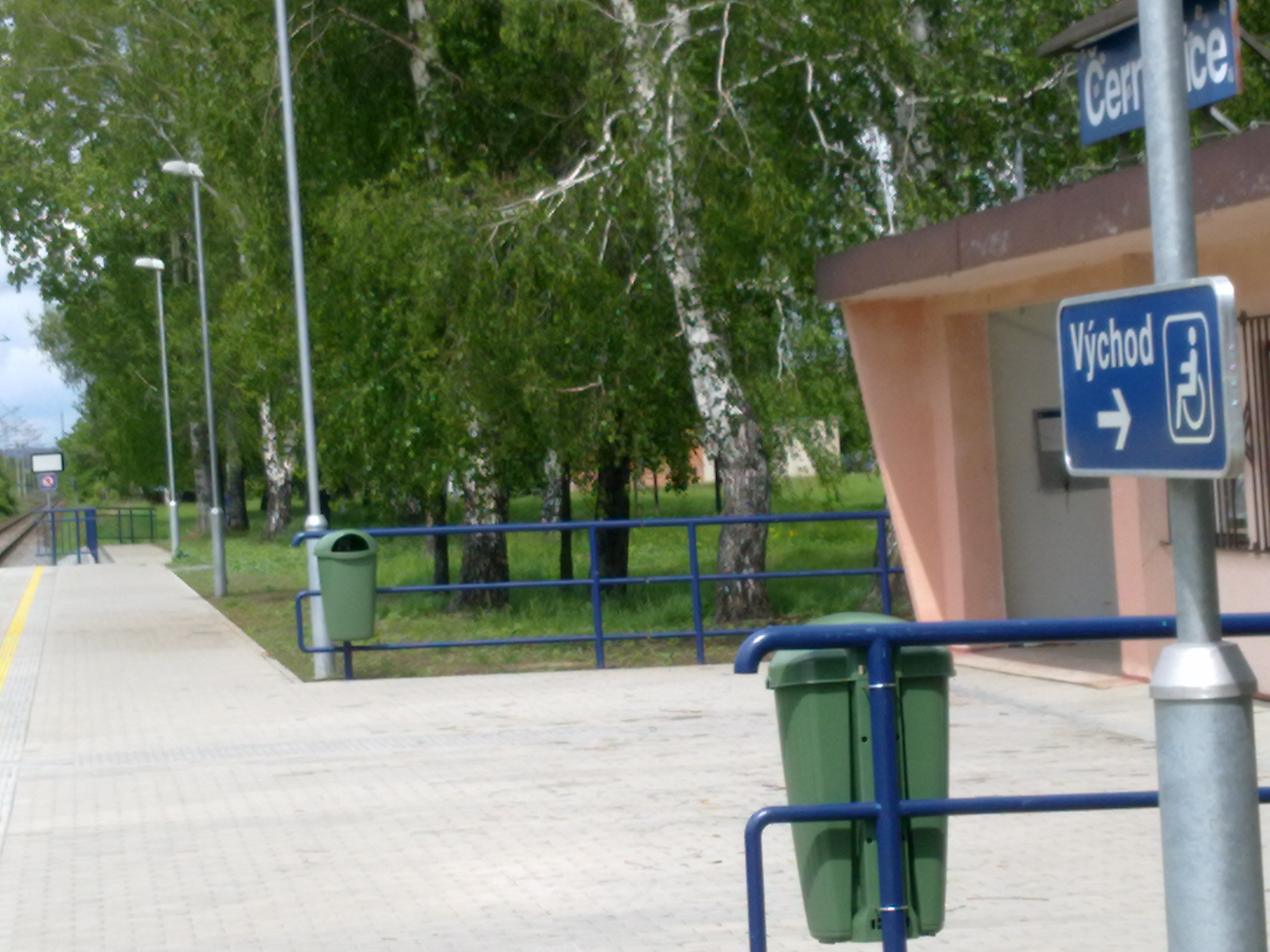
Modernizované nástupiště - směr Jaroměř